# 毒蕈鹼興奮劑

毒蕈鹼

毒蕈鹼興奮劑(Muscarinic agonist)是可以激活毒蕈鹼乙酰膽鹼受體活性的藥劑。毒蕈鹼受體具有不同的亞型，標記為M1-M5，可以進一步分化。